# Harberts Renette

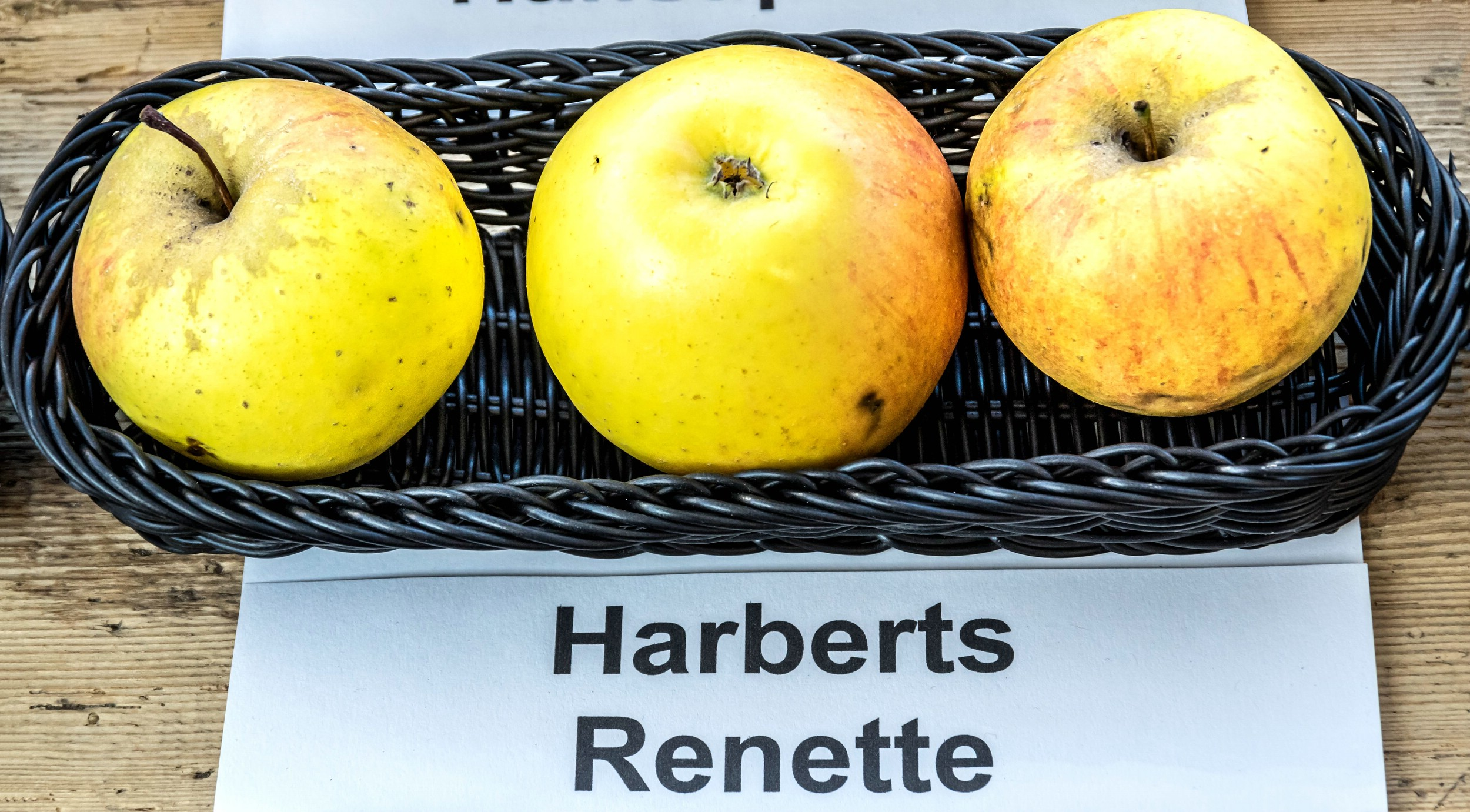
Ansicht der Frucht

Harberts Renette ist eine alte Sorte des Kulturapfels (Malus domestica), die zur Gruppe der Goldrenetten zählt.

## Geschichte
Die Herkunft der Sorte ist nicht sicher bekannt, vermutlich entstand sie in einem Kloster in Westfalen. Sie wurde erstmals 1828 durch Adrian Diel als Harbert's Reinettenartiger Rambour beschrieben. Diel hatte sie von dem ehemaligen westfälischen Landpfennigmeister Carl Ludwig Anton Maria Harbert aus Arnsberg erhalten. Von 1830 an sorgte Harbert für die Verbreitung der Sorte, 1857 wurde sie von der Versammlung Deutscher Pomologen in Gotha für den allgemeinen Anbau empfohlen. Die Harberts Renette war 2007 Streuobstsorte des Jahres des Verbandes der Gartenbauvereine Saarland-Pfalz e. V.
Begraben ist Harbert auf dem Eichholzfriedhof in Arnsberg. Es ist Sitte, dass an jedem Allerheiligentag einige Äpfel auf das Grab des Züchters gelegt werden.
Nachdem die Apfelsorte in Arnsberg vergessen war, wurde auf Initiative von Karl Föster im Garten des ehemaligen Landpfennigmeisterhauses in der Hallenstraße 1993 ein Baum mit Harberts Renette neu angepflanzt.

## Baum
Harberts Renette gehört zu den starkwüchsigsten Apfelsorten, sie bildet eine breite Krone aus. Als Hochstamm eignet sie sich gut für Streuobstwiesen, sie kann aber auch als Halbstamm kultiviert werden. Es können mehrere Jahre vergehen, bis der Fruchtertrag einsetzt.
Der Baum verträgt schwere und leichte Böden gleichermaßen. Bei Trockenheit fallen die Früchte leicht ab. Harberts Renette eignet sich auch für kühlere Anbaugebiete bis in Höhen von etwa 500 m. Sie kann an Wegen und Straßen angepflanzt werden.

## Frucht
Die wohlschmeckende Frucht ist mittelgroß, ihre breiteste Stelle ist etwas zum Stiel hin verschoben. Die Schale ist glatt und glänzend, aber nicht fettig. Sie ist im Oktober noch grünlichgelb, später gelb und an der Sonnenseite hellrot marmoriert. Das Fruchtfleisch ist gelblich weiß, saftig und mürbe, der Geschmack weinsäuerlich würzig.
Die Frucht ist Mitte Oktober pflückreif, im Dezember erreicht sie die Genussreife. Wilhelm Lauche stufte Harberts Renette als „vorzügliche Frucht für die Tafel und Wirthschaft“ ein und verglich sie mit der Orleansrenette, die sie im Geschmack aber nicht ganz erreiche.